# Gerardo Tecé
Gerardo de la Torre Cortés, más conocido como Gerardo Tecé (Fuente Obejuna, 1982), es un estadístico español. Fue guionista en el programa Late Motiv, de Andreu Buenafuente, y es actualmente corresponsal de Andalucía en CTXT.

## Biografía
Gerardo de la Torre Cortés nació en Fuente Obejuna, Córdoba, en 1982. A la edad de ocho años marchó con sus padres a Sevilla, donde reside desde entonces. En la Universidad de Sevilla cursó los estudios de Estadística y Trabajo Social, aunque su vocación real siempre fue la comunicación. Al finalizar sus estudios, montó una academia de clases particulares de matemáticas. Sin embargo, con la llegada de la crisis, la academia tuvo que cerrar. Fue entonces, un 15 de febrero de 2009, cuando decidió abrirse una cuenta en Twitter, con el nombre de usuario que se convertiría en su marca: @gerardotc. El sobrenombre Tecé es un apelativo inventado a partir de la unión de sus dos apellidos reales. A través del humor y la crítica política, y coincidiendo con el Movimiento 15M, consiguió conectar con lo que los usuarios buscaban. Fue ganando seguidores hasta convertirse en unos de los tuiteros más influyentes del panorama nacional español.  
A raíz de su popularidad, Gerardo Tecé comenzó a colaborar con el periódico La Marea, el cual sería el primer medio con el que dio el salto al periodismo profesional. También comenzó a colaborar con eldiario.es pocos meses después. A estas primeras oportunidades le acompañaron otras, incorporándose al equipo de CTXT en 2014, poco antes del lanzamiento oficial y público del medio en sociedad. En 2015, junto con los tuiteros @diostuitero y @norcoreano, fundó la Agencia Plop de comunicación en redes. En 2016 recibió el Premio Blasillo de Huesca, creado por iniciativa de Forges en 2003, un galardón que premia el ingenio en Internet. En la actualidad escribe para Late Motiv, de Andreu Buenafuente, y continúa en la dirección de la Agencia Plop y como responsable de CTXT Andalucía. También es profesor del Máster en Comunicación Digital Audiovisual en el Instituto de Estudios Cajasol.

## Reconocimientos
- Premio Blasillo de Huesca en 2016